# 旅途永不絕 (歌曲)
旅途永不絕（英語：The Road Goes Ever On，或譯《路在前方》、《行路遙》、《不盡漫長路》等）是J·R·R·托爾金為其中土大陸傳說故事集而編撰的數首健行歌（walking song）之標題。在這些故事中，原始的歌曲由比爾博·巴金斯作曲，並記載於《哈比人歷險記》中。該歌曲的其他版本亦與一些類似的健行歌一併收錄於《魔戒》中。

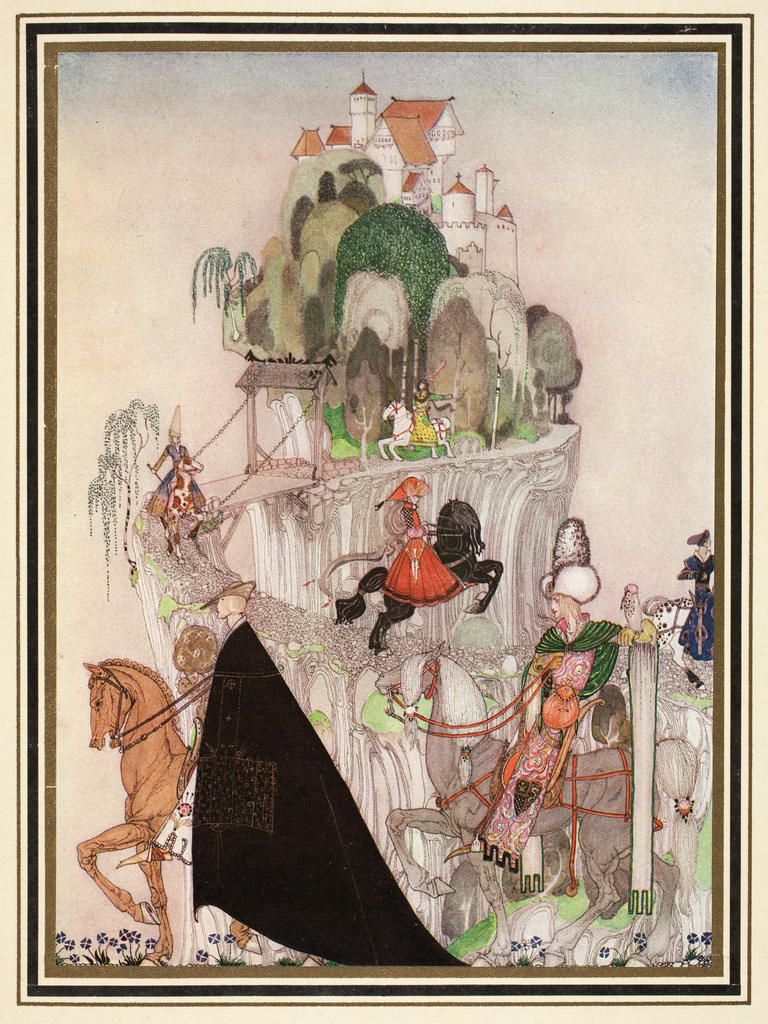
凱·尼爾森為1914年童話作品《太陽的東邊和月亮的西邊》所繪製、關於大路的插圖，而其標題亦為托爾金於其中一首為阿門州（渴望的另一個世界）而撰的健行歌中所使用。

學者指出，托爾金的道路是生活和其可能性的一個簡單而足夠之象徵，而中土大陸是一個有著如此道路的世界，皆因《哈比人歷險記》和《魔戒》於比爾博的家——袋底洞的門口——開始和結束。他們亦發現，若果路上的「那旅店」（the lighted inn）是指死亡，那麼道路則是生命，而該歌曲和小說皆可以被解讀為講述心理个性化的過程。當奴·史旺1967年的聲樂套曲《旅途永不絕》正是以這首健行歌為命名，而該曲居套曲名單之首。該歌曲的所有版本均由托爾金合奏團所配樂。

## 托爾金版本

### 《哈比人歷險記》版本
在《哈比人歷險記》第19章中，比爾博在返回夏爾的旅途結束時吟誦該歌曲的原始版本。他走到一個坡頂，看到其遠處的住家時，便停下腳步，說了下面的話：
道路不停延伸，

越過岩石和樹木，

穿過陽光未曾現的地深，

越過從未入海的溪谷，

歷經冬日雪迹，

踏過六月花海，

越過草原和平地，

橫過月下山隘。

道路不停延伸

雲朵星光照耀，

漫遊的雙腳回頭狂奔，

終於走上返鄉大道。

雙眼明亮，刀劍閃光，

見過地底廳堂中恐怖景象

終於踏在綠色草上

再看見家鄉熟悉影像。

### 《魔戒》版本
旅途永不絕在《魔戒》一書中有三個版本。第一個版本收錄於《魔戒現身》第一卷第一章內。該歌是比爾博離開夏爾時吟唱的。他已經放棄至尊魔戒，留給佛羅多處理，並動身前往瑞文戴爾，以便他可以完成編撰其著作。
大路長呀長

從家門伸呀伸。

大路走沒遠，

我得快跟上，

快腳跑啊跑，

跑到岔路上，

四通又八達，川流又不息，

到時會怎樣？我怎會知道。

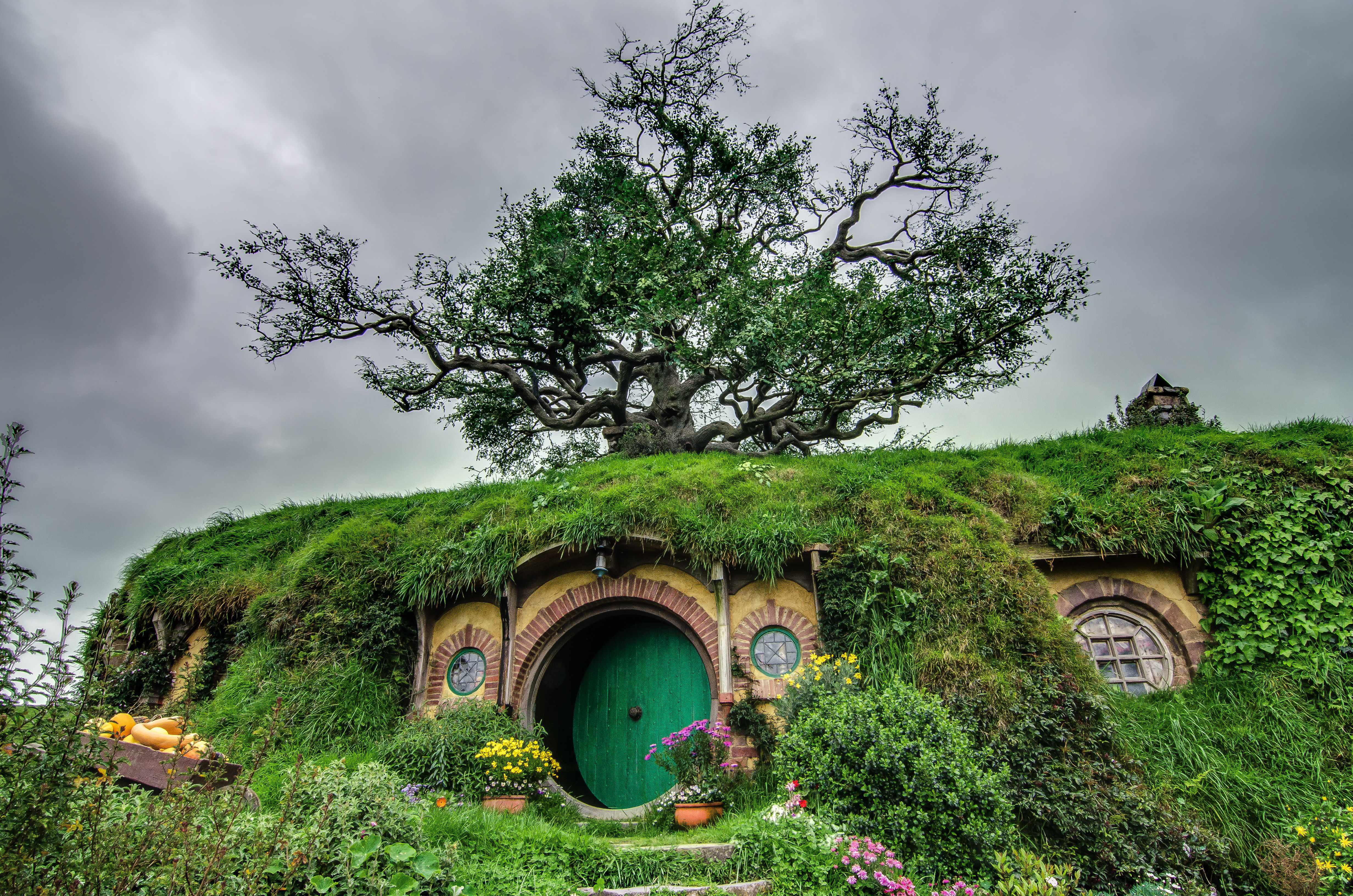
「它開始的那扇門」：比爾博和後來佛罗多·巴金斯在哈比頓袋底洞（Bag End）的房子（於新西蘭拍攝）

第二個版本出現於第一卷第三章中。它與第一個版本相同，但第五行中的「eager」被更改成「weary」。當佛羅多和其同伴在離開夏爾的路上，來到一條熟悉的道路——斯托克路時，佛羅多以大聲但緩慢的聲音說出這首歌曲。
第三個版本出現於《王者再臨》第六卷第六章中。該歌曲是於哈比人旅行歸來後，比爾博在瑞文戴爾說出的。此時，比爾博已是個年邁而困乏的哈比人，他咕噥著詩句，便睡著了。
大路長呀長

從家門伸呀伸。

那遠方路已盡，

讓別人來走吧！

去踏上新旅程！

我的累累腳呀，

要往那旅店走，

好好的睡一覺。
人文學者布萊恩·羅斯伯里引用佛羅多對其他哈比人的回憶，講述比爾博對「大路」一詞的想法：「他經常說，世界上只有一條大路；它好像一條大河：它的泉源在每一個台階上，一切道路皆為它的支流。他曾常說：『佛羅多，步出你家門是件危險的事，當你踏上大路，又不站穩腳步的話，誰人也不知道你或會被帶到哪裡。』」羅斯伯里評論說，這裡的「簡樸象徵主義」（homespun symbolism）非常明顯：「大路象徵生命，或者更準確地說，代表著其冒險、承諾和危險的可能性（固然是『或然性』）；代表著失去自我的恐懼，和回家的盼望」。他進一步察覺到中土大陸明顯示一個「充滿道路的世界」，正如《哈比人歷險記》和《魔戒》二書所見一樣，均是「以袋底洞的門口作開始和結束」。
托爾金學者湯姆·希比對比了比爾博和佛羅多吟唱的老行走之歌版本。比爾博唱著「大路⋯快腳跑呀跑」，希望抵達寧靜的瑞文戴爾，隱退安享晚年；而佛羅多則是唱著「我的累累腳呀」，希望以某種方式帶著至尊魔戒到達魔多，並試圖在末日裂縫（Cracks of Doom）上摧毀它：截然不同的目的地和使命。希比指出「若果路上的『那旅店』（the lighted inn）是指死亡，那麼『大路』必然是指生命」，而詩歌和小說則可被解讀為講述心理个性化的過程。

### 不同的健行歌

自從努曼諾爾帝國墜落和世界的變化，「踏上西方隱匿路，月之西啊陽之東」便成為唯一能夠通往維林諾精靈之家的方法。

在行走的歌之兩個版本中亦可看到類似的語氣和用詞變化，但韵律相同，且在《魔戒》的開端和結尾亦有類似的變化。
第一個版本出現於「三人成行」一章中，該曲為哈比人在穿過夏爾時，遇到一群精靈前所唱。文中一共有三節，當中首節以「紅紅火焰照我爐⋯」為首。下面的摘錄乃自該曲的第二節。
山轉路轉誰能料，

未知小徑或密門，

今日雖然未得探，

明日或有機緣訪，

踏上小徑不回頭，

奔月摘日誰曰不。
這是該曲的一部份，並以不同的用詞於書中較後部份重複出現。下述的新版本是於佛羅多和山姆回來數年後，在夏爾漫步時由佛羅多輕聲吟唱，當時佛羅多準備與愛隆等人會面，並前往灰港岸（Grey Havens），乘船前往西方。
山轉路轉誰能料，

未知小徑或密門，

機緣巧合未得探，

離世之日將到來，

踏上西方隱匿路，

月之西啊陽之東。
該詩節的最後一句為片語「太陽的東邊和月亮的西邊」的的變體。該片語用於童話故事中（如挪威的同名故事），用以描繪想像中難以抵達的另一世界——此處是指只能透過直路（Straight Road）才能到達的阿門州。

## 編曲

### 古典音樂

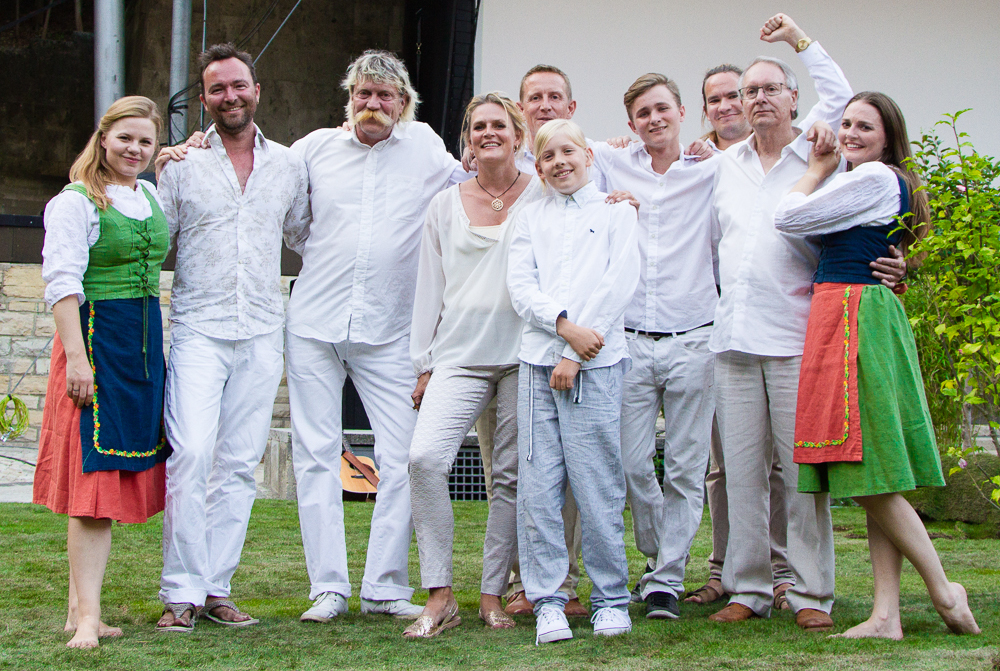
丹麥托爾金合奏團為的所有版本配樂。

作為書籍和錄製品《旅途永不絕》（以該歌曲為名）的一部份，當奴·史旺將主題歌和其他歌曲配上音樂。1984年，作曲家约翰·德·梅杰將整部聲樂套曲譜了曲；1995年，美國作曲家克雷格·羅素為這部套曲創作了另一個配曲。托爾金合奏團在他們的四張托爾金專輯（以《瑞文戴爾的一個晚上》為首）中，為所有歌曲譜了曲，作為將《魔戒》收錄的所有詩歌配樂（有關計畫目前已完成）的一部份。2006年，加利福尼亞大學柏克萊分校校友合唱團委託美國作曲家格溫妮絲·沃克將詩歌譜曲，當中她採用了數種與音樂無關的方式。

### 電影、電台與音樂劇
由格倫·亞布拉夫創作、自本歌曲節選而成的音樂版本可於蘭金／貝斯1977年動畫電影《哈比人》中聽到。亞布拉夫亦為電影創作一首名為《道路》（Roads）的完整歌曲，可於原聲帶與故事密紋唱片上收聽。蘭金／貝斯1980年動畫電影《王者再臨》亦有應用到相同的旋律。由該曲節選而成、霍华德·肖編曲的音樂版本可於電影《指环王：护戒使者》中聽到。該曲由甘道夫（伊恩·麦凯伦飾）於開場所唱，而比爾博 （伊恩·荷姆飾）在離開袋底洞時亦有吟唱這支曲子。這兩個版本均有收錄於《錄音全集》內，當中甘道夫的吟唱可於《袋底洞》曲目聽到，而比爾博版本則為《保守秘密，保持安全》曲目。該曲的大部份內容獲收錄於比利·包依德最後的再見（"The Last Goodbye"，彼得·杰克逊2014年作品《哈比人：五軍之戰》電影原聲帶收錄歌曲之一）中。該曲可於1981年BBC電台版本中聽到，由比爾博（約翰·勒·梅蘇里爾飾）依斯蒂芬·奧利弗的調子吟唱。

### 一手來源
此列表列出了各項目在托爾金作品中的位置。
1. ↑  The Hobbit, ch. 19 "The Last Stage"
2. ↑  The Fellowship of the Ring, book 1, ch. 1 "A Long-expected Party"
3. 1 2  The Fellowship of the Ring, book 1, ch. 3 "Three is Company"
4. ↑  The Return of the King, book 6, ch. 6 "Many Partings"
5. ↑  The Return of the King, book 6, ch. 9 "The Grey Havens"

中譯本
1. ↑  J.R.R.托尔金. . . 由吴刚翻译. 中国: 上海人民出版社. 2013. ISBN 9787208111028.
2. ↑  J.R.R.托尔金. . . 由朱學恆翻译. 中国: 译林出版社. 2013. ISBN 9787544730396.
3. ↑  J.R.R.托尔金. . . 由朱學恆翻译. 中国: 译林出版社. 2013. ISBN 9787544730419.
4. ↑  J.R.R.托尔金. . . 由朱學恆翻译. 中国: 译林出版社. 2013. ISBN 9787544730396.
5. ↑  J.R.R.托尔金. . . 由朱學恆翻译. 中国: 译林出版社. 2013. ISBN 9787544730419.

### 二手來源
1. ↑  Shippey 2005，第324–328頁.
2. ↑  . Bing 字典.   [2022-07-05]. （原始内容存档于2022-07-09） （中文）.
3. 1 2 3  Rosebury, Brian. . London: Palgrave Macmillan. 2016: 25. ISBN 978-1-349-22133-2. OCLC 1083467593.
4. ↑  Shippey, Tom.  Third. Grafton (HarperCollins). 2005: 210–211 [1982]. ISBN 978-0261102750.
5. ↑  Tolkien, J. R. R.; Swann, Donald I. . George Allen & Unwin. 1968.
6. ↑  Buja, Maureen. . Interlude. 2019-01-16. （原始内容存档于2020-01-13） （英语）.
7. ↑  The Tolkien Ensemble. . Classico. 1997.
8. ↑  Walker, Gwyneth. . Gwyneth Walker. 2006. （原始内容存档于2018-02-12） （英语）.
9. ↑  diPaolo, Marc. . Albany: State University of New York Press. 2018: 36. ISBN 978-1-4384-7045-0. OCLC 1045630002.
10. ↑  McKellen, Ian; Holm, Ian (vocals), Shore, Howard (music).  (CD). Reprise. 2005.
11. ↑  Oliver, Stephen (composer), Clarke, Oz; James, David; Vine, Jeremy (vocals).  (Vinyl). London: BBC Records. 1981. REH 415.